# Корла
Корла (уйг. كورلا / Корла‎, кит. упр. 库尔勒, пиньинь Kù'ěrlè, монг. Хорл) — городской уезд в Баян-Гол-Монгольском автономном округе Синьцзян-Уйгурского автономного района Китая, место пребывания властей автономного округа. 

## География
Корла расположена на древнем торговом пути, недалеко от стратегического перевала Железные Ворота. В 57 км от Корлы находится озеро Баграшкёль.

## История
Корла — древний населённый пункт на Великом шёлковом пути. В 630 году через него прошёл буддийский монах Сюаньцзан во время своего паломничества в Индию.
В 1939 году здесь был образован уезд. После образования КНР город стал местом размещения властей Специального района Корла (库尔勒专区). В декабре 1960 года Специальный район Корла был расформирован, а входившие в него административные единицы — включены в состав Баян-Гол-Монгольского автономного округа, административный центр которого был при этом перенесён из Яньци в Корлу. В июне 1979 года статус Корлы был поднят с посёлка до города. В 1984 году уезд Корла и город Корла были объединены в единую административную единицу — городской уезд Корла.
В декабре 2012 года из состава городского уезда Корла был выделен город субокружного уровня Темэньгуань.

## Население
По состоянию на 2018 год 66,7 % населения составляли ханьцы, 28,9 % — уйгуры, 2,4 % — хуэй, 1,2 % — монголы, 0,2 % — маньчжуры.

## Административное деление
Городской уезд Корла делится на 5 уличных комитетов, 3 посёлка, 9 волостей и 5 государственных ферм. Кроме того, в Корле базируются два полка Синьцзянского производственно-строительного корпуса.

## Экономика
В Корле расположены офис компании PetroChina, которая эксплуатирует Таримский нефтегазоносный бассейн, а также несколько текстильных и швейных фабрик. Главным промышленным узлом является зона технико-экономического развития.
Уезд славится на весь Китай своими грушами.

## Транспорт

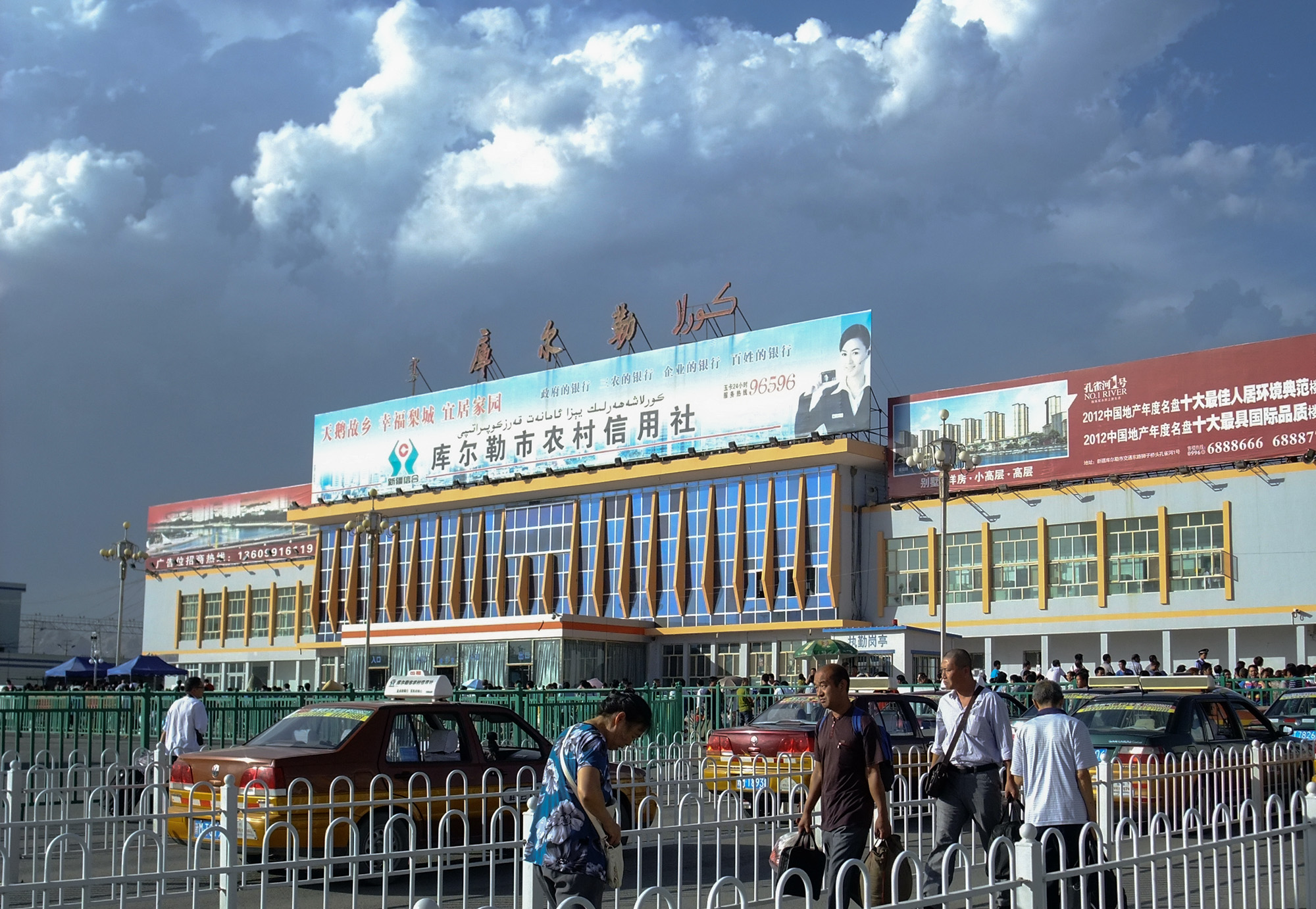
Железнодорожный вокзал

### Автомобильный
Через Корлу проходят национальные шоссе Годао 218 и Годао 314. 

### Железнодорожный
Через Корлу проходит Южно-Синьцзянская железная дорога, соединившая между собой Урумчи и Кашгар. В декабре 2020 года была введена в эксплуатацию железная дорога общей протяженностью 1206 км, связавшая Корлу с городом Голмуд в провинции Цинхай.
Важное значение имеют грузовые перевозки из Корлы в Казахстан и Узбекистан.

### Авиационный
Имеется региональный аэропорт, обслуживающий внутренние авиарейсы.